# Dendronephthya laxa
Dendronephthya laxa är en korallart som beskrevs av Wright och Studer 1889. Dendronephthya laxa ingår i släktet Dendronephthya och familjen Nephtheidae. Inga underarter finns listade i Catalogue of Life.